# Alexander Gründler
Alexander Gründler (* 24. Juli 1993 in Schwaz) ist ein österreichischer Fußballspieler.

## Karriere
Gründler begann seine Karriere beim SC Schwaz. 2007 ging er in die AKA Tirol. 2011 ging er zum FC Wacker Innsbruck, für dessen Regionalligamannschaft er spielte. Sein Bundesliga- und Profidebüt gab er am zwölften Spieltag der Saison 2013/14 gegen den FC Red Bull Salzburg. Gründler blieb dem Verein auch nach dem Abstieg erhalten. Im Mai und Juni 2014 saß er in zwei Länderspielen der österreichischen U-21-Nationalmannschaft gegen Serbien und Tschechien uneingesetzt auf der Ersatzbank.
Zur Saison 2017/18 wechselte er zum Ligakonkurrenten SC Wiener Neustadt. Nach der Saison 2017/18 verließ er Wiener Neustadt und kehrte zu Wacker Innsbruck zurück, wo er sich der inzwischen zweitklassigen Zweitmannschaft anschloss. Im April 2019 spielte er erstmals nach seiner Rückkehr wieder für die Bundesligamannschaft von Wacker. Mit Wacker musste er 2019 wieder aus der Bundesliga absteigen. Nach der Saison 2021/22 war Wacker insolvent und musste aus dem Profibereich absteigen.
Daraufhin verließ er den Verein nach vier Jahren zur Saison 2022/23 wieder und wechselte zum Regionalligisten SV Fügen.